# Пилип Єрусалимський
Пилип Єрусалимський - християнський єпископом Єрусалиму ІІ століття. Мав єврейське походження. Був єпископом приблизно в 120-124 роках нашої ери.
За словами Євсевія Кесарійського, він був єврейським християнином.
Вшановується 4 серпня.